# Cytisus nejceffii
Cytisus nejceffii är en ärtväxtart som först beskrevs av Ivan Kiroff Urumoff, och fick sitt nu gällande namn av Werner Hugo Paul Rothmaler. Cytisus nejceffii ingår i släktet kvastginster, och familjen ärtväxter. Inga underarter finns listade i Catalogue of Life.